# Jörg Kellner

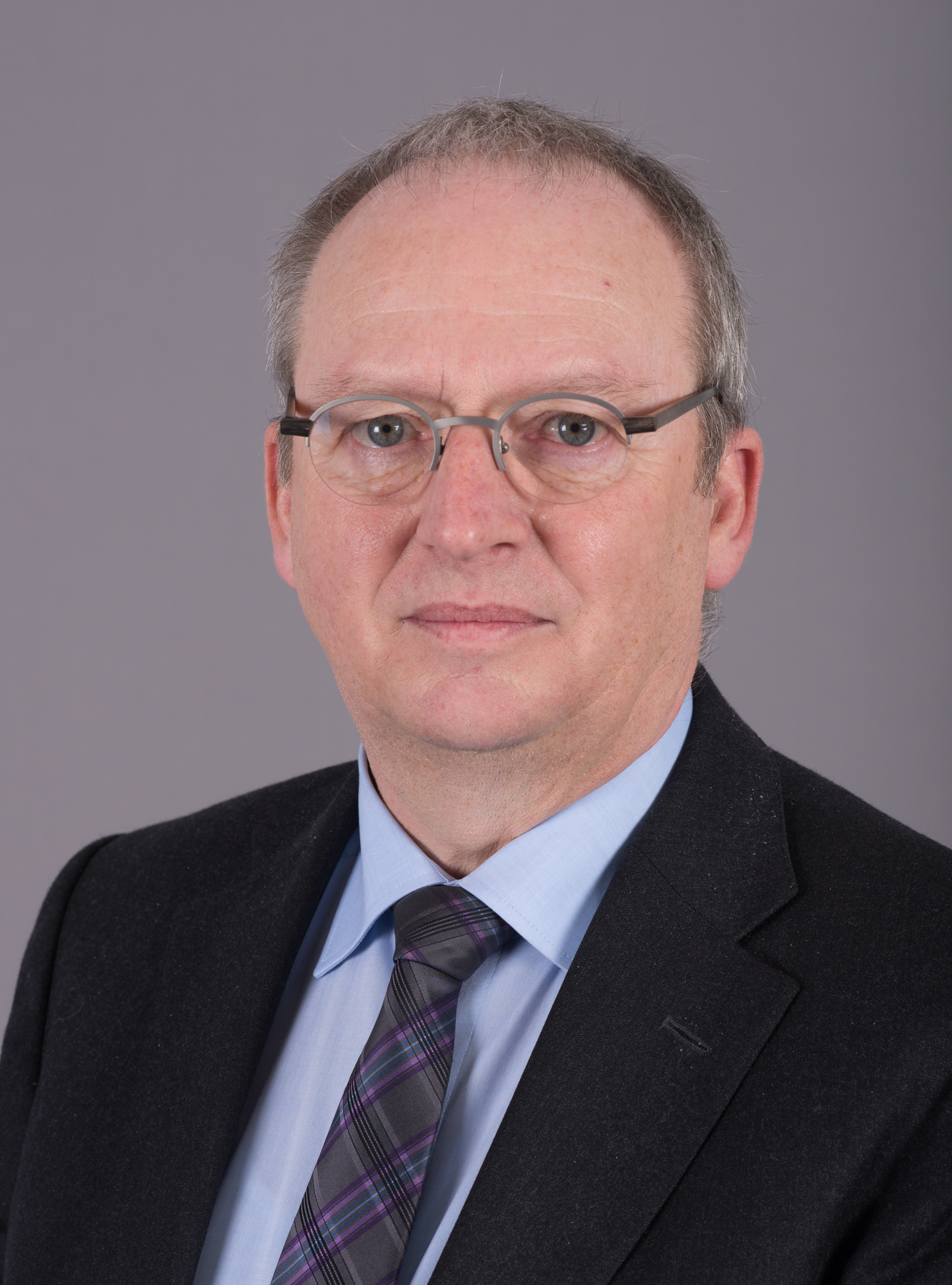
Jörg Kellner, 2016

Jörg Kellner (* 14. Mai 1958 in Erfurt) ist ein deutscher Politiker (CDU). Von 2009 bis 2024 war er Mitglied des Thüringer Landtags.

## Ausbildung und Beruf
Kellner wuchs in Zimmernsupra auf, wo er bis heute lebt. Nach dem Abschluss der POS 1974 absolvierte er im landwirtschaftlichen Instandsetzungswerk Erfurt eine Lehre zum Motorenschlosser. Nach der Ableistung seines Wehrdienstes begann er 1980 ein Studium an der Ingenieurschule für Landtechnik in Nordhausen. Von 1982 bis 1990 arbeitete er in der LPG Tierproduktion Töttelstädt. Von 1992 bis 1994 absolvierte Kellner an der Verwaltungsschule Weimar ein Studium zum Verwaltungsfachwirt.
Kellner ist evangelisch, verheiratet und hat zwei Kinder.

## Politischer Werdegang
Von 1990 bis 1994 war Kellner hauptamtlicher Bürgermeister der Gemeinde Zimmernsupra, danach bis 2009 Vorsitzender der Verwaltungsgemeinschaft Nesseaue.
Im September 1998 wurde er Mitglied der CDU, deren stellvertretender Kreisvorsitzender er seit 2002 war. Im November 2010 verlor er dieses Amt in einer Kampfabstimmung gegen den damals 18-Jährigen Kreisvorsitzenden der Jungen Union, Felix Elflein. 2012 wurde er wieder zum stellvertretenden Kreisvorsitzenden gewählt und 2015 zum Kreisvorsitzenden. Im Jahr 1999 wurde er in den Kreistag des Landkreises Gotha gewählt und war dort bis 2014 Fraktionsvorsitzender. Seit 2015 ist er stellvertretender Fraktionsvorsitzender im Kreistag.
Bei der Landtagswahl in Thüringen 2009 wurde Kellner als Direktkandidat im Wahlkreis Sömmerda I – Gotha III in den Thüringer Landtag gewählt. Er erhielt 31,6 % der Erststimmen. Als Abgeordneter des Thüringer Landtages ist er stellvertretender Vorsitzender des Innenausschusses und Mitglied im Ausschuss für Bildung, Wissenschaft und Kultur. 2011 wurde er Kulturpolitischer Sprecher der CDU-Landtagsfraktion. In dem 2012 eingesetzten Untersuchungsausschuss 6/1 „Rechtsterrorismus und Behördenhandeln“ des Thüringer Landtages war Kellner Obmann für die CDU-Landtagsfraktion.
Bei der Landtagswahl in Thüringen 2014 wurde er als Direktkandidat wiedergewählt. Derzeit ist er Mitglied im Innenausschuss sowie im Ausschuss für Europa, Kultur und Medien.
Nach der Landtagswahl in Thüringen am 27. Oktober 2019, in der er erneut das Direktmandat gewonnen hatte, forderten Kellner und 16 weitere CDU-Politiker per Appell  „ergebnisoffene Gespräche“ mit allen Parteien – auch mit der AfD Thüringen, die Björn Höcke als Spitzenkandidaten nominiert hatte.
Zur Landtagswahl in Thüringen 2024 trat Kellner nicht erneut an.

## Weitere politische und gesellschaftliche Funktionen
Kellner war oder ist darüber hinaus  
- Vorsitzender Rechnungsprüfungsausschuss LRA Gotha
- Vorsitzender des Werkausschusses kommunaler Abfallservice des Landkreises Gotha
- Landesvorsitzender der KPV Thüringen
- Vorstandsmitglied des EAK in Thüringen
- Aufsichtsratsvorsitzender der Abfallwirtschaftsgesellschaft (AWIG) des Landkreises Gotha
- Stellvertretender Vorsitzender des Arbeiter-Samariter-Bundes Regionalverband Mittelthüringen
- Stellvertretender Vorsitzender der pro BioEnergieRegionThüringerAckerland e.v. (pro BERTA)
- Mitglied im Kulturverein Zimmernsupra
- Mitglied im Feuerwehrverein Zimmernsupra

## Politische Positionen
Nach der Thüringer Landtagswahl 2019 und dem Eklat um die Wahl des kurzzeit Ministerpräsidenten Thomas Kemmerich von der FDP vereinbarten Linke, SPD und Grüne mit der CDU einen sogenannten „Stabilitätspakt“, um mit der Minderheitsregierung Ramelow bis zu einer Neuwahl 2021 stabile Verhältnisse für Thüringen zu schaffen. Demnach sollte sich der Landtag mit den Stimmen von Linken, SPD, Grünen und CDU 2021 auflösen und damit vorgezogene Landtagswahlen ermöglichen. Während CDU-Fraktionschef Mario Voigt die für den 19. Juli 2021 geplante Auflösung des Thüringer Landtags forderte, um den Weg für eine Neuwahl am 26. September 2021 frei zu machen, kündigten Kellner und drei weitere CDU-Abgeordnete im Mai 2021 an, ihre Zustimmung zu verweigern und damit die nötige Zweidrittelmehrheit platzen zu lassen.
Neben Kellner wollen auch Maik Kowalleck aus dem Landkreis Saalfeld-Rudolstadt, Michael Heym aus Südthüringen und Christina Tasch aus dem Eichsfeld nicht zustimmen; sie erklärten gemeinsam, sie könnten keinen gewichtigen Grund dafür erkennen, den Landtag aufzulösen. Sie verwiesen darauf, dass die Landesregierung Ramelow (Linke) ihren Geschäften nachgehe und der beschlossene Haushalt Sicherheit für das Land biete. Laut MDR sind alle vier Abgeordneten Gefolgsleute des bei der Landtagswahl 2019 gescheiterten Ex-CDU-Chefs Mike Mohring und die „Renitenz der Vier“ sei ein Zeichen dafür, dass der 2019 gescheiterte Mohring immer noch Einfluss in der Partei habe. Auch seien Kellner, Heym und Tasch dem Ruhestand nahe, was ein weiterer Grund sein könnte, dass sie den jetzt sicheren Posten nicht aufgeben wollten.